# Koernickanthe
Koernickanthe orbiculata
Genre
Espèce
Koernickanthe est un genre monotypique de plantes à fleurs. Il ne contient qu'une seule espèce reconnue, Koernickanthe orbiculata (Körn.) L.Andersson, originaire du Brésil, de Bolivie et du Suriname,.